# مقتل محمد بهار
مقتل محمد بهار هو شاب فلسطيني مواليد قطاع غزة عام 24 يونيو 2000، مصاب بمتلازمة داون والتوحد. قتله كلب الاحتلال الإسرائيلي في هجوم على منزل عائلته في حي الشجاعية عام 3 يوليو 2024، خلال الحرب الفلسطينية الاسرائيلية. كان محمد شديد التعلق بوالدته الأرملة. وخلال حرب الإبادة على قطاع غزة اضطرت عائلته لإخلاء منزلهم أكثر من 15مرة. وأثار مقتله غضب وضجة على مواقع التواصل الاجتماعي، حيث طالبت عائلته بفتح تحقيق في مقتل إبنهم.

## حياته
محمد صلاح بهار ولد في قطاع غزة، مصاب بمتلازمة داون والتوحد وكان يعاني من التنمر في المدرسة، وكان يحب الرياضة والرقص وأكلة الملوخية، ومتعلق بشدة بوالدته الأرملة بعد وفاة والده بغارة اسرائيلية غلى شرق مدينة غزة عام 2002، ومع بداية عام 2023 لم يعد محمد قادراً على الحركة دون مساعدة أحد. وأوضحت والدته أنه لا يستطيع تناول الطعام أو الشراب لوحده.

## خلفية الحدث
في الثالث من تموز لعام 2024 اقتحم جيش الإحتلال الإسرائيلي حي الشجاعية، وداهمت مجموعة من الجنود منزل عائلة بهار المتواجد في شارع النزاز بعد حصارهم لمدة سبعة أيام داخله برفقة كلابهم البوليسية، وحطموا كل موجودات المنزل، ثم انقض أحد كلابهم البوليسية على محمد ذو 24 عاماً وبدء بعض يده وصدره ويمزقه، ومحمد يربت على الكلب ويقول له "اتركني يا حبيبي" حتى أصيبت يده بالنزيف الشديد فأخذه جيش الاحتلال إلى إحدى غرف المنزل وأغلق عليه، وأجبرعائلته على إخلاء المنزل تحت تهديد السلاح واعتقال اثنين من إخوته. وبعد انتهاء العملية العسكرية والتي استمرت سبع أيام عادت عائلته للمنزل لتجد جثة محمد ملقاة على الأرض محاطة بدماءه وضمادة جروح على ذراعه حاولوا وقف النزيف فيها دون خياطة أو تدخل علاجي. وقامت عائلته بدفنه بين البيوت وذلك لصعوبة نقله للمستشفى.

## ردود الفعل
قالت نبيلة بهار والدته لقناة البي بي سي أنها لن تنسى هذا المشهد وتتذكره بكل لحظة، كيف أن ابنها ينزف ولم يستطع أحد إنقاذه من الجيش الإسرائيلي ومن كلبهم. وقد أُبلغ عن حادثة مماثلة قبل شهر من الحادثة عبر قناة الجزيزة حيث بث فيديو لكلب بوليسي يهاجم مسنة فلسطينية داخل منزلها.
وتعرضت قناة البي بي سي لانتقادات واسعة بسبب نقلها خبرالعملية دون الإشارة بشكل واضح ان الفاعل هو جيش الإحتلال الإسرائيلي، ثم قامت بتغيير العنوان. واحتجت عائلات داخل اسرائيل لديهم أطفال مصابين بمتلازمة داون بعد الإعلان عن استشهاد محمد.
إعترف جيش الإحتلال الإسرائيلي بالحادثه ومسؤوليته في 22/07 بعد تحقيقات وتحريات صحفيه من منظمات كبرة داخل وخارج اسرائيل.